# José Luis Alomía Zegarra
José Luis Alomía Zegarra (Ciudad de México; 16 de octubre de 1976) es un médico epidemiólogo, investigador y funcionario público mexicano. Desde septiembre de 2021 es secretario de Salud de Sonora. Junto a Hugo López-Gatell Ramírez, subsecretario de Prevención y Promoción de la Salud, fue el responsable de informar a la población mexicana con respecto a lo relacionado con la pandemia de COVID-19 en el país.

## Trayectoria

### Académica
Alomía Zegarra es Médico Cirujano General egresado de la Universidad de Montemorelos en Nuevo León. Obtuvo la Maestría en Gestión de Salud Institucional por el Instituto Sonorense de Administración Pública y el diplomado en Epidemiología en los Servicios de Salud de Sonora y una certificación como Epidemiólogo de Gestión en la Escuela Bloomberg de Salud Pública de la Universidad Johns Hopkins.

### Servicio público
Desempeñó distintos cargos dentro del gobierno estatal de Sonora como jefe de la Unidad de Vigilancia Epidemiológica del estado de Sonora en 2009 y subdirector de la Unidad de Inteligencia Epidemiológica y Emergencias en Salud en 2011. También fue director general de Salud Pública en el Ayuntamiento de Hermosillo de 2012 a 2015 y fue analista epidemiológico en la Unidad de Inteligencia Epidemiológica y Emergencias en Salud en los Servicios de Salud de Sonora. De 2015 a 2018 fue jefe de la Unidad de Vigilancia Epidemiológica del Hospital Infantil e Integral de la Mujer del Estado de Sonora y Director Estatal de Prevención y Control de Enfermedades en los Servicios de Salud de Sonora. En 2018 fue designado como director de epidemiología de la Secretaría de Salud de México. En dicho cargo público desde enero de 2020 ha encabezado junto a otros médicos como Hugo López-Gatell la estrategia del gobierno mexicano frente a la Pandemia de enfermedad por coronavirus de 2020 en México.
Después de que Andrés Manuel López Obrador, presidente de México, informara, en enero de 2020 que se habían identificado dos posibles casos de coronavirus en México, la Secretaría de Salud nombró a Alomía Zegarra como vocero único para el tema.

### Pandemia de COVID-19
Durante los primeros días en el cargo, el doctor hizo llamado a la población para no entrar en pánico en una conferencia de prensa junto con Hugo López-Gatell. Ahí, López-Gatell presentó a Alomía Zegarra como único vocero en relación con el coronavirus, que daría información cada 24 horas sobre la evolución del virus.
La Secretaría de Salud confirmó los primeros casos el 28 de febrero. Ante esta situación, el doctor Alomía explicó que lo más probable era que los tres contagios provinieran de una misma fuente. El país se mantuvo en Fase 1 hasta el 24 de marzo, cuando las cifras equivalían a 5 muertes, 405 casos confirmados y 1219 casos sospechosos. Cuatro días después, Hugo López-Gatell llamó a tomar medidas de aislamiento total para disminuir los contagios. Al momento, Alomía informó que las cifras eran de 16 muertes y 848 casos positivos.
Durante los siguientes días, el doctor Alomía Zegarra se dedicó a presentar durante las conferencias mañaneras del presidente Andrés Manuel López Obrador estadísticas y cifras acerca de los contagios y defunciones a causa del coronavirus a nivel nacional.